# 韋塞雷波迪爾 (沃茲涅先斯克區)
47°37′22″N 31°51′37″E / 47.62278°N 31.86028°E
韋塞雷波迪爾（烏克蘭語：Веселий Поділ），是烏克蘭南部尼古拉耶夫州沃兹涅先斯克区葉拉涅茨市鎮的村落。始建於1924年，面積0.28平方公里，海拔高度103米，2001年人口41，人口密度每平方公里146.4人。